# پلیکان استرالیایی
پلیکان استرالیایی (نام علمی: Pelecanus conspicillatus) نام یک گونه از سرده پلیکان است. این پرنده نخستین مرتبه در سال ۱۸۴۲ و توسط دانشمند زیست‌شناس هلندی، کونراد یاکوب تمینک توصیف گردید. پلیکان استرالیایی در مقیاس استاندارد اندازهٔ پلیکان‌سانان، در اندازهٔ متوسط قرار می‌گیرد. عرض بال‌های این پرنده ۲٫۳ تا ۲٫۶ متر (۷٫۵ تا ۸٫۵ فوت) است و وزن آن نیز میان ۴ تا ۱۳ کیلوگرم (۸٫۸ تا ۲۸٫۷ پوند) در نوسان است هر چند، بیشتر این پلیکان‌ها عمدتاً وزنی میان ۴٫۵۴ و ۷٫۷ کیلوگرم (۱۰٫۰ و ۱۷٫۰ پوند) دارند که چنین موضوعی، این پرنده را تبدیل به یکی از سنگین‌ترین پرندگان استرالیا در گونهٔ پرندگان متوسط نموده‌است و البته به‌طور قطع از شترمرغ استرالیایی و همین‌طور شترمرغ شاخدار جنوبی که هر دو زمرهٔ پرندگان بی‌پرواز قرار دارند کوچکتر هستند.
منقار این پرنده در یک مقیاس غیرطبیعی طبقه‌بندی می‌شود. حتی در میان هم‌نوعان خودش از خانوادهٔ پلیکانان و در حقیقت منقار پلیکان استرالیایی، با طول ۵۰ سانتیمتر (۲۰ اینچ) رکورد بلندترین منقار در میان پرندگان را برای پلیکان استرالیایی به ارمغان آورده‌است. طول منقار جنس ماده البته مقداری کوتاه‌تر است و تا هنگام بلوغ به میزان ۳۴٫۶ سانتیمتر (۱۳٫۶ اینچ) می‌رسد. پس از این پرنده، پلیکان خاکستری رکورددار بلندترین منقار با اندازهٔ ۳۶ تا ۴۵ سانتیمتر (۱۴ تا ۱۸ اینچ) می‌باشد.

## نگارخانه

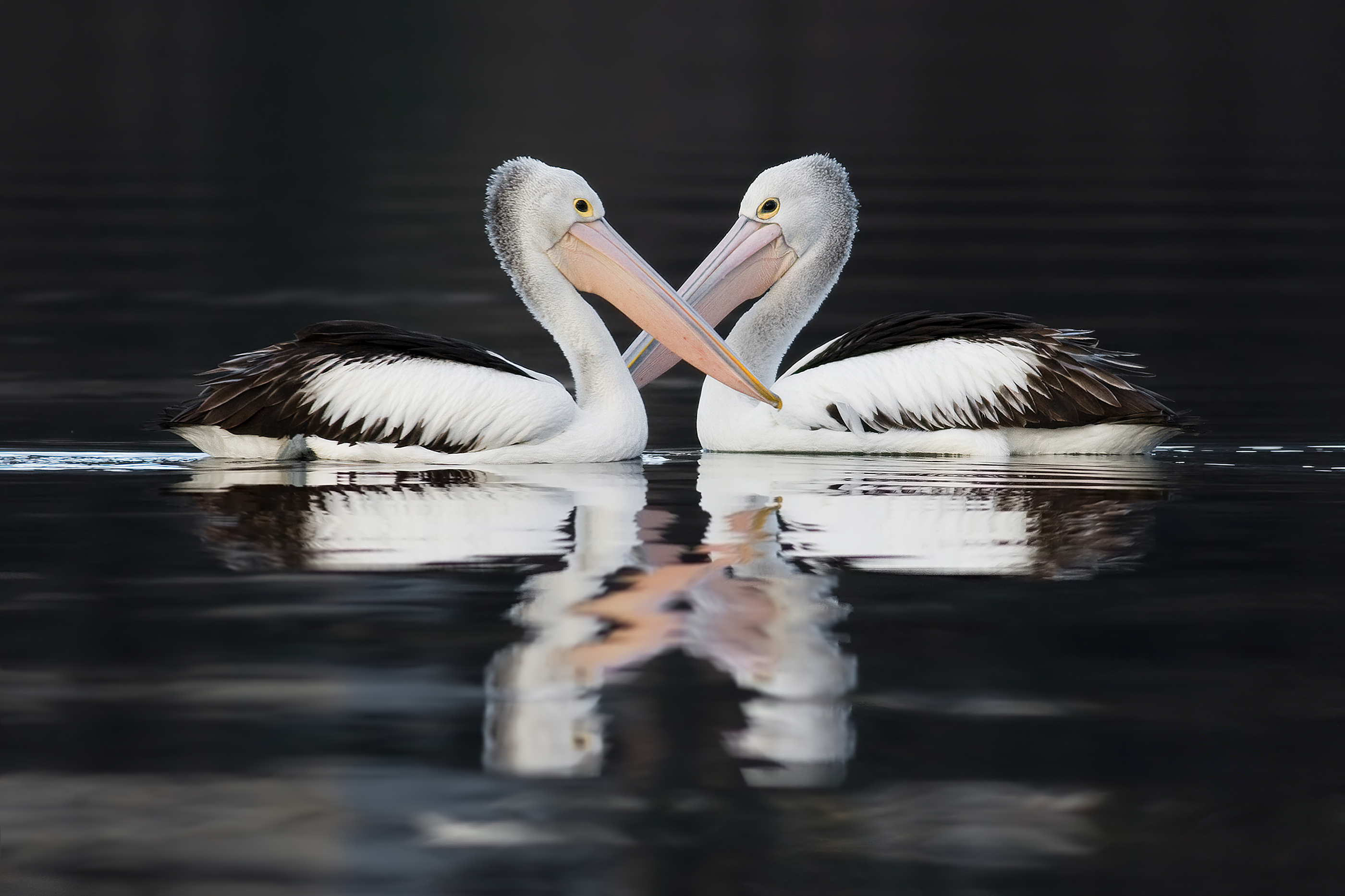
شنای دو پلیکان استرالیایی، کلارمونت، تاسمانی استرالیا
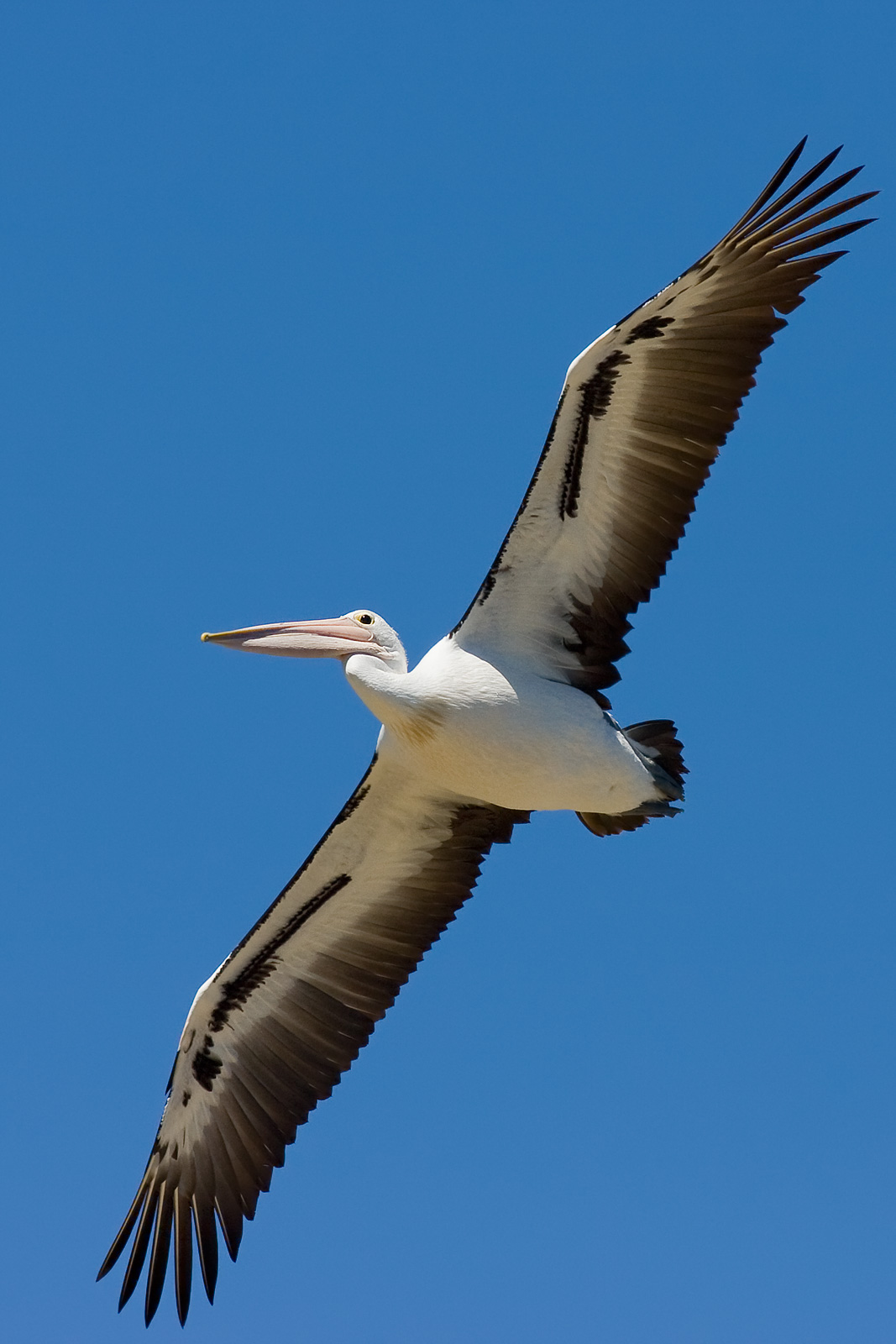
پلیکان استرالیایی در حال پرواز
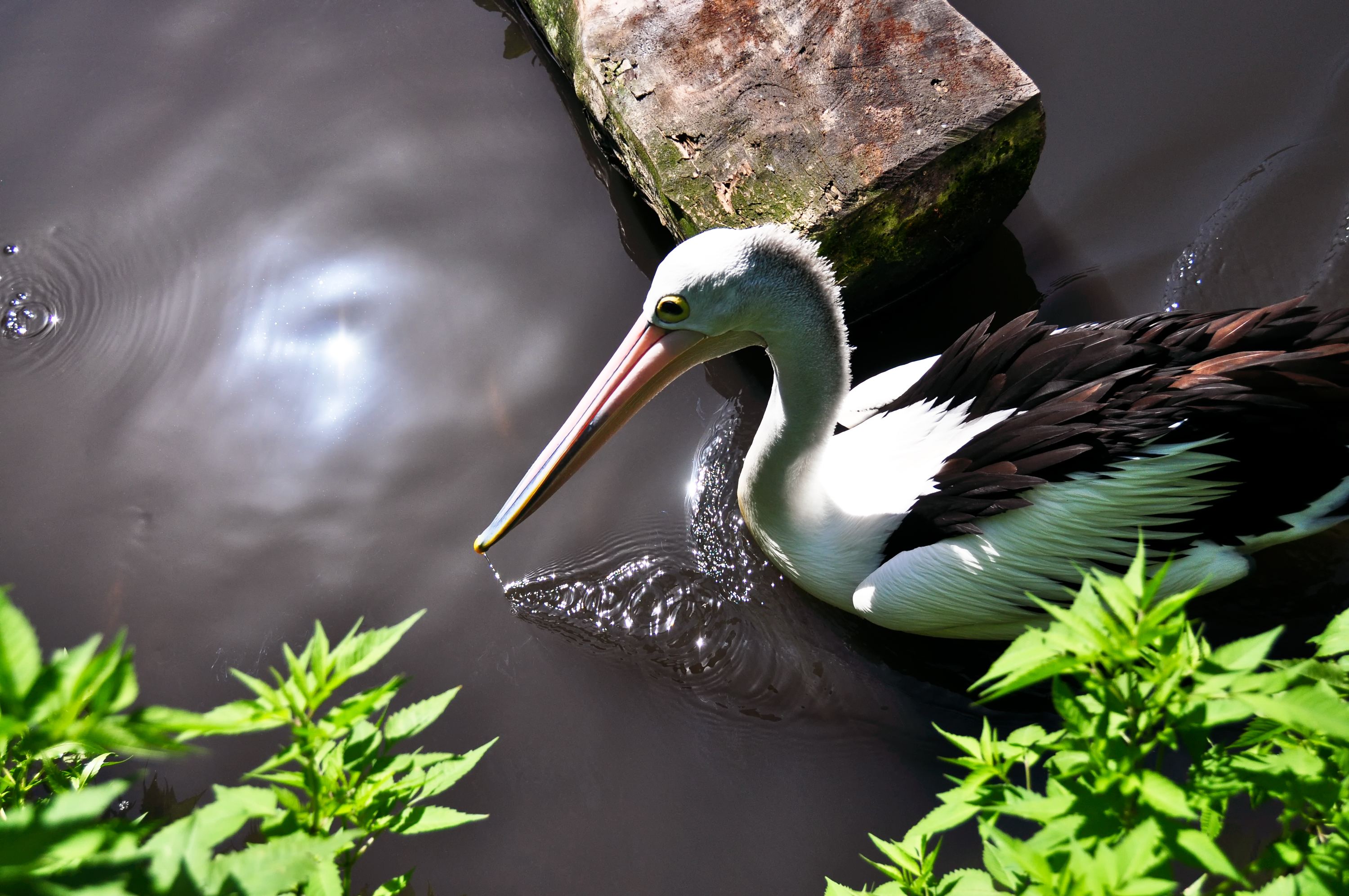
نمایی از یک پلیکان استرالیایی در پارک پرندگان والزروده